# نايك لابروكا
نايك لابروكا (بالإنجليزية: Nick LaBrocca)‏ (4 ديسمبر 1984 في الولايات المتحدة - ) هو لاعب كرة قدم أمريكي في مركز الوسط. لعب مع شيكاغو فاير وكولورادو رابيدز ونادي تورونتو ونادي شيفاز يو إس أي.

## وصلات خارجية
- نايك لابروكا على موقع الدوري الأمريكي (الإنجليزية)
- نايك لابروكا على موقع قاعدة بيانات كرة القدم.إي يو (الإنجليزية)
- نايك لابروكا على موقع AS.com (الإسبانية)